# عبادة (اسم)
عبادة هو اسم علم مذكر ومؤنث من أصل عربي، ومعناه هو العبادة الخضوع لله تعالى: الطاعة، وعبادة اسم من العبادة وعبادة بن الصامت الأنصاري صحابي ورع (ت 34هـ)وقد سموا به بعض نسائهم منهن عبادة المهلبية جارية الخيزران.

## شخصيات تحمل الاسم
- عبادة الأول (القرن 2 – عقد 80)
- عبادة القزاز
- عبادة القصبة (30 يوليو 1994 – )
- عبادة بن الخشخاش الفراني البلوي
- عبادة بن الصامت (586 – 655)
- عبادة بن قيس
- عبادة بن ماء السماء
- عبادة بن نسي الكندي
- عبادة عياش (1996 – )

## وصلات خارجية
- موسوعة السلطان قابوس لأسماء العرب نسخة محفوظة 5 أبريل 2019 على موقع واي باك مشين.